# Дохтуров, Дмитрий Сергеевич
Дми́трий Серге́евич Дохтуро́в (1 [12] сентября 1759, село Крутое, Каширский уезд, Московская провинция — 12 [24] ноября 1816, Москва) — русский военачальник, генерал от инфантерии (1810). Во время Отечественной войны 1812 года командовал 6-м пехотным корпусом, руководил обороной Смоленска от французов. Под Бородином командовал сначала центром русской армии, а потом левым крылом.

## Биография

#### Детство
Происходил из небогатой дворянской семьи Дохтуровых; отец — Сергей Петрович Дохтуров, капитан лейб-гвардии Преображенского полка, мать — Елизавета Алексеевна (дочь лейтенанта флота Алексея Семёновича Коробьина). Родился 1 (12) сентября 1759 года, как указано в его родословной, хранящейся в Государственном архиве Тульской области; в «Военной энциклопедии» Сытина год рождения — 1756-й, в «Биографическом словаре» Половцова — 1761-й. 
Мать получила в наследство село Крутое Каширского уезда Московской провинции (ныне городской округ Серебряные Пруды Московской области), где прошли детские годы Дмитрия. Принято считать, хотя документального подтверждения этому нет, что здесь он и родился.
Образование получил в Пажеском корпусе; был записан на службу пажом при дворе Его Императорского Величества в 1771 году, в 1777 году стал камер-пажом.

#### Карьера
Службу начал в лейб-гвардии Преображенском полку (1778 г. из полковых сержантов), в 1784 году — капитан-поручик и командир егерской роты, в 1788 — капитан.
В составе гвардейского отряда, командуя ротой, участвовал в русско-шведской войне 1788—1790 годов. В Роченсальмском сражении был ранен в плечо, но остался в строю. Под Выборгом был вторично ранен. Отличился при высадке десанта на остров Герланд в 1790 году, где командовал тремястами преображенцами. За отличия был награждён золотой шпагой.

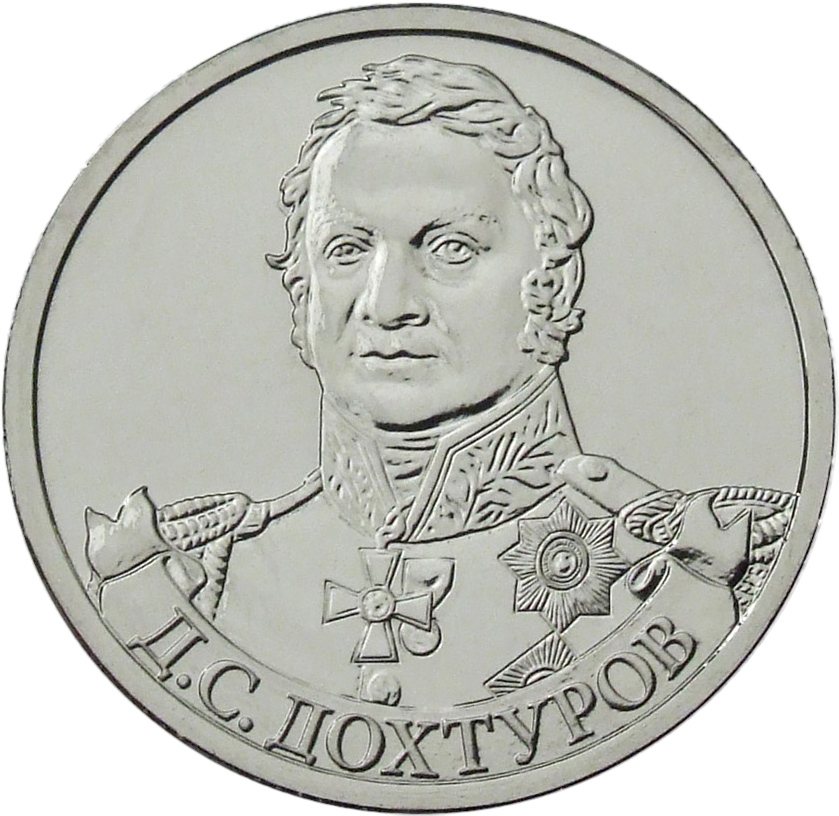
Памятная монета Банка РФ

В 1795 году по просьбе переведён из гвардии в полевую армию, назначен командиром Елецкого мушкетёрского полка и произведён в полковники, 2 ноября 1797 в генерал-майоры, 24 октября 1799 в генерал-лейтенанты. 22 июля 1800 уволен и отдан под суд, но был оправдан и в ноябре вновь принят на службу. С 30 июля 1801 года шеф Олонецкого мушкетёрского полка, с 26 января 1803 шеф Московского мушкетёрского полка и инспектор пехоты Киевской инспекции.
В кампании 1805 года участвовал в сражениях под Кремсом (награждён за него орденом Св. Георгия 3-го класса) и Аустерлицем, где с боем вывел войска левого фланга армии из окружения, лично возглавив прорыв (награждён орденом Святого Владимира 2-го класса). В кампанию 1806−1807 годов отличился при Голымине, Янкове, вновь был ранен при Прейсиш-Эйлау, не покинул поля боя и был награждён шпагой с бриллиантами. Вновь отличился под Гутштадтом и при Гейльсберге, где был ранен в четвёртый раз, но снова остался в строю. Под Фридландом командовал центром и прикрывал отступление через реку Алле (награждён орденом Святого Александра Невского). За эту кампанию был награждён также орденами Святой Анны 1-й степени и прусским Красного орла 1-й степени. После окончания войны получил длительный отпуск по болезни.
Летом 1809 года принял командование 6-м пехотным корпусом, 19 апреля 1810 года произведён в генералы от инфантерии.

#### Отечественная война 1812 года
При вторжении Наполеона в 1812 году Дохтуров, стоявший в районе города Лиды с 6-м пехотным и 3-м резервным кавалерийским корпусами в составе левого крыла 1-й армии, оказался отрезан от главных сил 1-й армии, но форсированным маршем (50-60 верст в день) на Ошмяны смог оторваться и 29 июня выйти на соединение с ними. Во время Смоленского сражения, несмотря на болезнь, принял по приказу М. Б. Барклая-де-Толли руководство обороной города и в течение десяти часов отражал яростные атаки неприятеля, покинув горящий Смоленск только около полуночи.
В Бородинском сражении Дохтуров командовал центром русской армии между батареей Раевского и деревней Горки, а после ранения Багратиона — всем левым крылом. Привёл в порядок расстроенные войска и закрепился на позиции. В ходе боя под ним убило двух лошадей и ранили третью. В рапорте, представленном Кутузову, он писал:  

«…со вступления моего в командование до наступившей ночи, которая прекратила сражение, все пункты почти удержаны, кроме некоторых мест, которые уступлены по необходимости отвести войска от ужасного картечного огня, большой вред причинившего, Но отступление сие было весьма на малое расстояние с должным порядком и с учинением при сем случае урона неприятелю…»
```

```

«В начале сражения командовал 6-м корпусом и удерживал стремление неприятеля с обыкновенной своей твердостию; приняв же командование 2-й армиею после князя Багратиона, распоряжениями своими превозмог все стремления неприятеля на левое наше крыло и с прибытия его к месту не потерял уже ни шагу принятой им позиции»
— М. И. Кутузов. Из характеристики Д.С.Дохтурова в рапорте с представлением списка генералов, отличившихся при Бородине
При отходе войск возглавлял колонну в составе 2-й армии, а также 4-го и 6-го корпусов из состава 1-й армии. На совете в Филях 1 сентября 1812 года высказался за новый бой под Москвой. В сражении при Тарутине также командовал центром. В сражении под Малоярославцем Дохтуров 7 часов (до подхода корпуса Раевского) сдерживал сильнейший напор французов, заявив:

«Наполеон хочет пробиться, но он не успеет или пройдет по моему трупу».
 В общей сложности, держал оборону в течение 36 часов, пять раз брал город и заставил Наполеона свернуть на Смоленскую дорогу. За этот бой был награждён орденом Св. Георгия 2-го класса. Принял активное участие в трёхдневном сражении под Красным.
26 января 1813 года вступил в Варшаву и получил под общее начало все войска, находившиеся в Варшавском герцогстве. При продолжении Заграничного похода русской армии командовал 3-м армейским корпусом. Отличился в сражении при Дрездене и в Битве народов под Лейпцигом, руководил осадой и взятием Магдебурга (конец октября — середина ноября 1813) и Гамбурга (январь — май 1814). После этого отправился в Богемию для лечения ран. Во время 2-го похода во Францию (1815) командовал правым крылом русской армии.

С 1 января 1816 года вышел в отставку по болезни. Умер в том же году, 12 ноября, в своём доме на Пречистенке в Москве. Был погребён в Вознесенской Давидовой пустыни в Серпуховском уезде. По поводу его смерти одна из современниц писала:
Для семьи Оболенских вчерашний день ознаменовался печальным происшествием. Генерал Дохтуров, женатый на сестре князя, присутствовал на свадьбе, потом на другой день ужинал у нас и наконец вчера был на званом обеде у Оболенских, с мама играл в карты, потом, вернувшись домой внезапно умер в 11 часов, пока мы все были на бале у Апраксиной... Представь, что Дохтуров нанял дом, и один, без семьи, приехал в Москву две недели тому назад, чтобы устроить квартиру, ожидая приезда жены, плохая дорога задержала её в деревне. Вообрази, о каком горе предстоит ей узнать!
Его вдова, Мария Петровна, после похорон переехала в село Крутое, где прожила 35 лет. Здесь же жили их сыновья Пётр и Сергей. Мария Петровна была похоронена вместе с мужем.

## Награды
- золотая шпага «За храбрость» (09.08.1789)
- орден Святого Георгия 3-го кл. (12.01.1806)
- орден Святого Владимира 2-й ст. (28.02.1806)
- золотая шпага с алмазами «За храбрость» (07.04.1807)
- орден Святой Анны 1-й ст. (09.04.1807)
- орден Красного орла (Пруссия, 1807)
- орден Святого Александра Невского (21.12.1807)
- алмазные знаки к ордену Святого Александра Невского (1812)
- орден Святого Георгия 2-го кл. (13.01.1813)
- орден Святого Владимира 1-й ст. (1814)
- серебряная медаль «В память Отечественной войны 1812 года»

## Семья

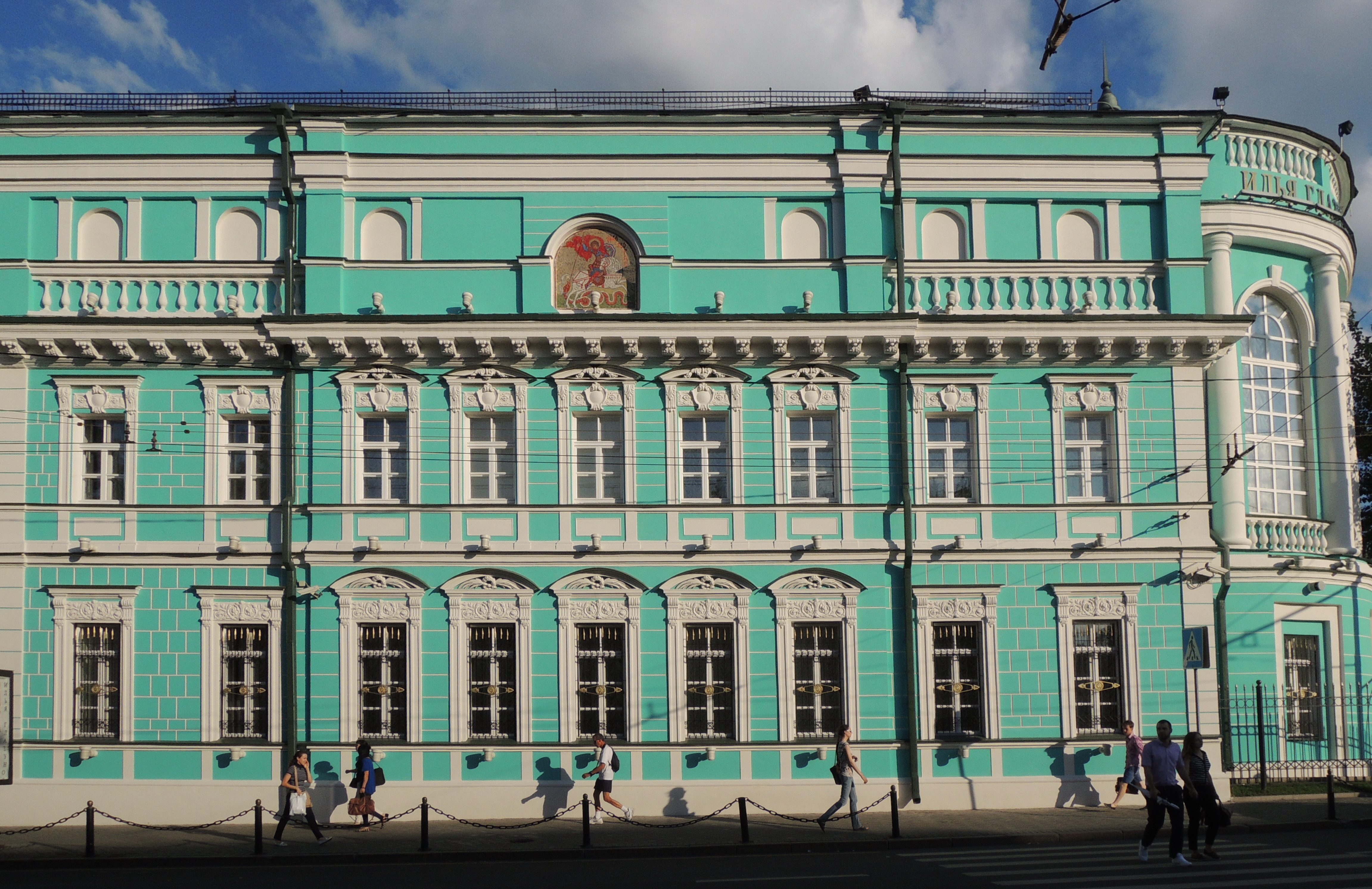
Дом на Волхонке, 13, который выкупила вдова генерала;
ныне Галерея Ильи Глазунова

Генерал Дохтуров был женат на княжне Марии Петровне Оболенской (17.11.1771—07.03.1852), дочери князя Петра Алексеевича Оболенского (1742—1822) и княжны Екатерины Андреевны Вяземской (1741—1811). Была родной сестрой князей Василия и Александра Оболенских. 
В браке родились:
- Александра (1799—1806)
- Екатерина (1803—30.12.1885[8]), фрейлина двора, похоронена на лютеранском кладбище в Мерано.
- Варвара, умерла девицей.
- Пётр (26.01.1806[9]—1843), отставной штабс-ротмистр, был женат на Агафье Александровне Столыпиной (1809—1874); их сын Дмитрий Петрович Дохтуров — генерал-лейтенант, участник войн с горцами и турками.
- Сергей (1809—1851), мемуарист, владелец подмосковной усадьбы Поливаново. Был женат на падчерице графа А. И. Гудовича (отец Эрнестины Ивановны — Мантейфель Иван Васильевич) графине Эрнестине Цёге-фон-Мантейфель (1810—1856), фрейлине двора.

## Память
- В 1987 году в Смоленске в сквере Памяти Героев установлен бюст генерала Дохтурова.
- В 2012 году Центральным банком Российской Федерации была выпущена монета (2 рубля, сталь с никелевым гальваническим покрытием) из серии «Полководцы и герои Отечественной войны 1812 года» с изображением на реверсе портрета генерала от инфантерии Д. С. Дохтурова[10].
- В Москве назван переулок в честь генерала Дохтурова. Дохтуровский переулок расположен в районе Дорогомилово.

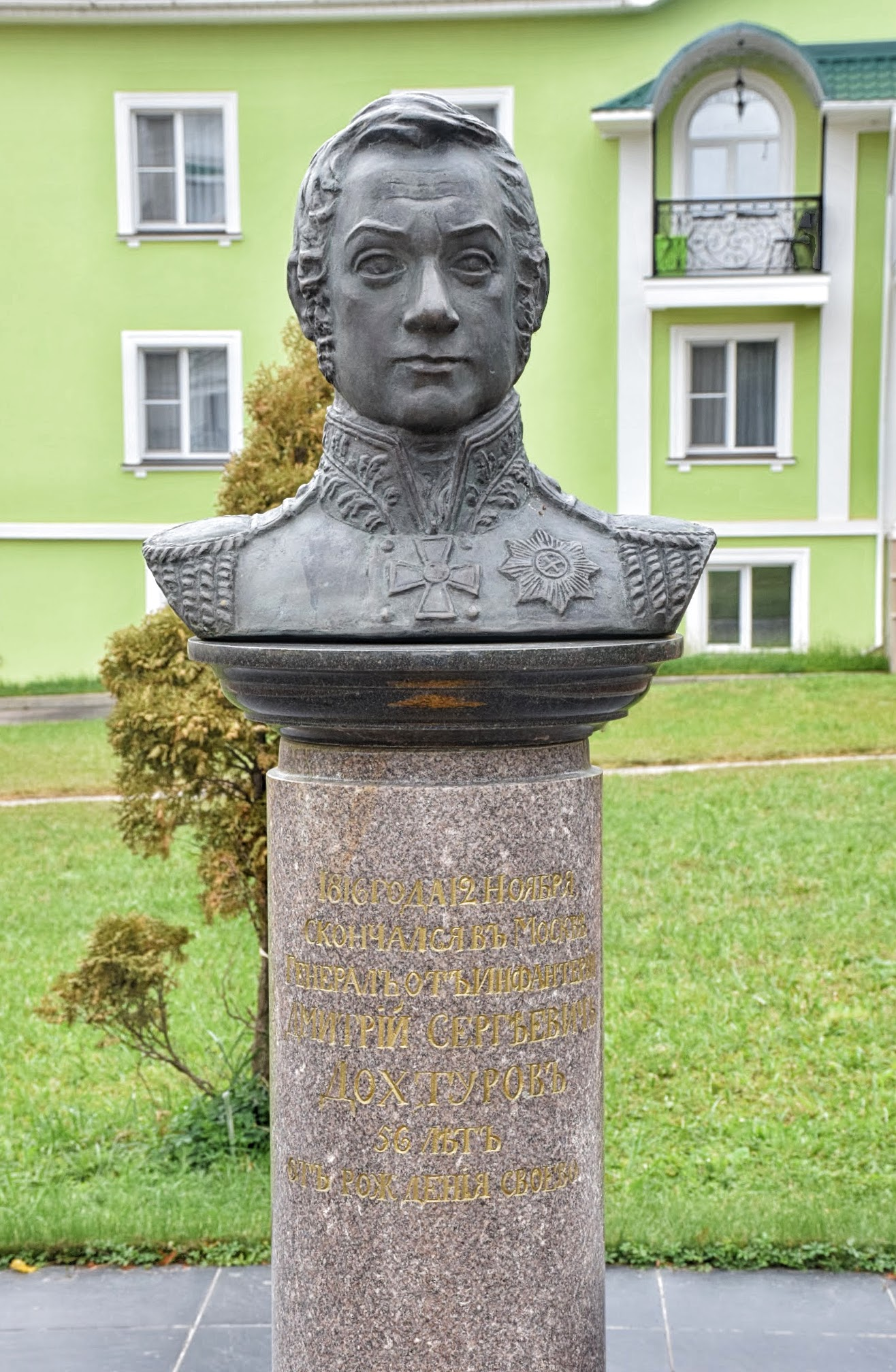
Бюст на могиле Д. С. Дохтурова в Давидовой пустыни.
Бюст Д. С. Дохтурова в Смоленске.
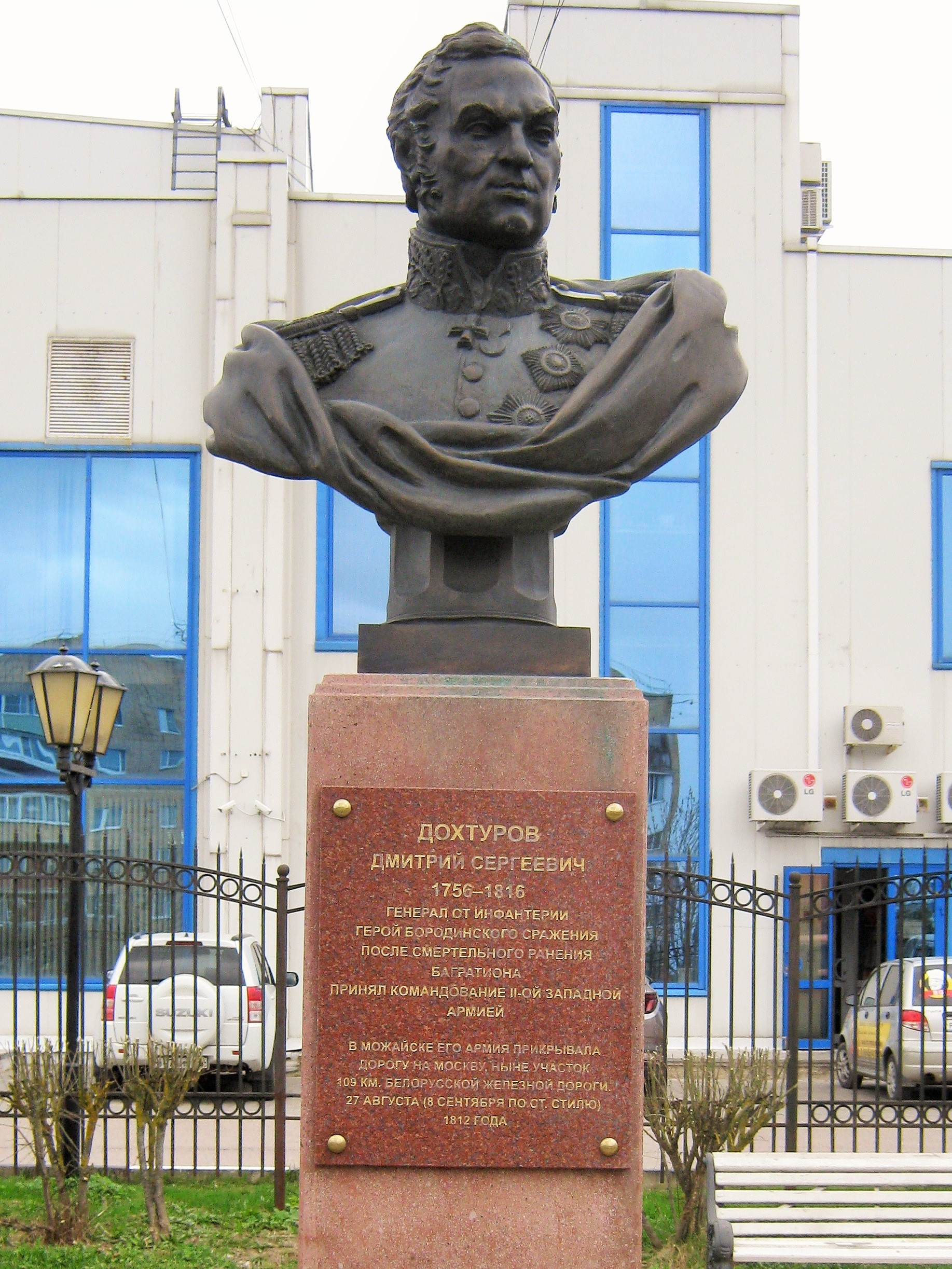
Бюст Д. С. Дохтурова на аллее Героев в Можайске.